# Fesiurî, Bila Țerkva
Fesiurî (în ucraineană Фесюри) este localitatea de reședință a comunei Fesiurî din raionul Bila Țerkva, regiunea Kiev, Ucraina.

## Demografie
Componența lingvistică a localității Fesiurî
     Ucraineană (96,61%)
     Rusă (2,12%)
     Alte limbi (0,85%)
Conform recensământului din 2001, majoritatea populației localității Fesiurî era vorbitoare de ucraineană (96,61%), existând în minoritate și vorbitori de rusă (2,12%).